# Pawilon rekreacyjny dawnego internatu Wyższej Szkoły Nauk Społecznych
Pawilon rekreacyjny dawnego internatu Wyższej Szkoły Nauk Społecznych – budynek znajdujący się przy ul. Szarej 10a w Warszawie.

## Historia
Obiekt powstał prawdopodobnie w 1974 jako modernistyczny dwukondygnacyjny pawilon restauracyjny ozdobiony mozaikami projektu Kazimierza Gąsiorowskiego. Autorem projektu był architekt Adam Kowalewski. Znajduje się na tyłach ul. Rozbrat, w parku Marszałka Edwarda Rydza-Śmigłego.
Inwestorem i pierwszym właścicielem był Komitet Centralny Polskiej Zjednoczonej Partii Robotniczej. Pierwotną funkcją budynku była stołówka przy hotelu KC PZPR. Pawilon wchodził w skład zespołu składającego się z budynku biurowego przy ul. Rozbrat oraz ośmiopiętrowego hotelu od strony ul. Szarej. W 2011 cały kompleks został sprzedany przez Sojusz Lewicy Demokratycznej za 35 mln zł spółce Radius Projekt.
W 2014 wojewódzki konserwator zabytków Rafał Nadolny w wytycznych dla przygotowywanego planu zagospodarowania przestrzennego określił hotel i pawilon jako „obiekt burzący porządek urbanistyczny, wprowadzający chaos w przestrzeni”. W 2016 właściciel pawilonu wystąpił o jego rozbiórkę. Nowa wojewódzka konserwator zabytków Barbara Jezierska nie wyraziła na to zgody argumentując, że obiekt posiada duże walory artystyczne.
17 października 2016 pawilon został wpisany do Gminnej Ewidencji Zabytków m st. Warszawy (zarządzenie nr 1552/2016). W kwietniu 2017 decyzją wojewódzkiego konserwatora zabytków Jakuba Lewickiego obiekt został wpisany także do rejestru zabytków. Uznał on pawilon za znakomicie zachowany dokument epoki o czytelnych walorach architektury modernistycznej.
Zwyczajowa nazwa „Syreni Śpiew” nawiązuje do nazwy klubu, który otworzono w Sylwestra 2011. Pawilon odrestaurowali wraz ze znajdującymi się w nim mozaikami, twórcy firmy restauratorskiej Grupa Warszawa. Koktajl bar mieścił się tu do końca 2016 roku, z uwagi na zły stan budynku. We wrześniu 2019 klub przeniósł się do kompleksu Centrum Praskie Koneser.